# Шварца (Тюрингия)
Шварца (нем. Schwarza) — община в Германии, в земле Тюрингия. Входит в состав района Шмалькальден-Майнинген. Подчиняется управлению Дольмар. Население составляет 1293 человека (на 31 декабря 2010 года). Занимает площадь 13,48 км².

## Население
| Год  | Численность | Численность |
| ---- | ----------- | ----------- |
| 2017 | 1192        | [ 1 ]       |
| 2019 | 1185        | [ 4 ]       |
| 2021 | 1154        | [ 5 ]       |
| 2022 | 1133        | [ 6 ]       |
| 2023 | 1127        | [ 2 ]       |